# Веселовский сельсовет (Курская область)
Веселовский сельсовет — сельское поселение в Глушковском районе Курской области Российской Федерации.
Административный центр — село Веселое.

## История
Статус и границы сельского поселения установлены Законом Курской области от 21 октября 2004 года № 48-ЗКО «О муниципальных образованиях Курской области».

## Население
| 2002  | 2010  | 2012  | 2013  | 2014  | 2015  | 2016  |
| ----- | ----- | ----- | ----- | ----- | ----- | ----- |
| 1738  | ↘1292 | ↘1244 | ↘1214 | ↘1177 | ↘1135 | ↘1097 |
| 2017  | 2018  | 2019  | 2020  | 2021  |       |       |
| ↘1079 | ↘1052 | ↘1005 | ↘997  | ↘995  |       |       |

## Состав сельского поселения
| № | Населённый пункт       | Тип населённого пункта       | Население |
| - | ---------------------- | ---------------------------- | --------- |
| 1 | Веселое                | село, административный центр | ↘757      |
| 2 | Волфино                | село                         | ↘189      |
| 3 | Волфинский             | посёлок                      | ↘61       |
| 4 | Краснооктябрьский      | посёлок                      | ↘208      |
| 5 | Новый Путь             | посёлок                      | ↘5        |
| 6 | Обуховка               | деревня                      | ↘70       |
| 7 | Посёлок имени Калинина | посёлок                      | ↘2        |